# Compton Stütgart
Compton Stütgart war ein brasilianischer Hersteller von Automobilen.

## Unternehmensgeschichte
Das Unternehmen aus São Paulo baute von 1987 bis 1995 Automobile und Kit Cars, auf die es fünf Jahre Garantie gewährte. Die Produkte wurden unter dem Markennamen Compton Stütgart verkauft.

## Fahrzeuge
Das einzige Modell war die Nachbildung des Porsche 911 als Coupé. Die Fahrzeuge basierten auf Modellen von Volkswagen do Brasil mit Heckmotor.